# جیمز شاو (دوچرخه سوار)
جیمز شاو (انگلیسی: James Shaw؛ زادهٔ ۱۳ ژوئن ۱۹۹۶) دوچرخه‌سوار اهل بریتانیا است.
از باشگاه‌هایی که در آن بازی کرده‌است می‌توان به کنندیل–دراپاک و تیم لوتو–سودال اشاره کرد.